# Collegio di Harlow
Harlow è un collegio elettorale situato nell'Essex, nell'Est dell'Inghilterra, e rappresentato alla Camera dei comuni del Parlamento del Regno Unito. Elegge un membro del parlamento con il sistema first-past-the-post, ossia maggioritario a turno unico; l'attuale parlamentare è Chris Vince del Partito Laburista e Co-Operativo, che rappresenta il collegio dal 2024.

## Estensione

Harlow dal 2010 al 2024

- 1974-1983: il distretto urbano di Harlow, e nel distretto rurale di Epping and Ongar le parrocchie civili di Magdalen Laver, Matching, Nazeing, North Weald Bassett, Roydon e Sheering.
- 1983-1997: il distretto di Harlow, e i ward del distretto di Epping Forest di Nazeing, North Weald Bassett, Roydon e Sheering.
- 1997-2010: il distretto di Harlow, e i ward del distretto di Epping Forest di Nazeing, Roydon e Sheering.
- 2010-2024: il distretto di Harlow, e i ward del distretto di Epping Forest di Hastingwood, Matching and Sheering Village, Lower Nazeing, Lower Sheering e Roydon.
- dal 2024: il distretto di Harlow, i ward del distretto di Epping Forest di Hastingwood, Matching and Sheering Village, Lower Nazeing, Lower Sheering e Roydon e i ward del distretto di Uttlesford di Broad Oak and the Hallingburys e Hatfield Heath.[1]

## Membri del parlamento
| Elezione | Elezione | Deputato      | Partito         |
| -------- | -------- | ------------- | --------------- |
|          | Feb 1974 | Stan Newens   | Laburista       |
|          | 1983     | Jerry Hayes   | Conservatore    |
|          | 1997     | Bill Rammell  | Laburista       |
|          | 2010     | Robert Halfon | Conservatore    |
|          | 2024     | Chris Vince   | Laburista Co-Op |

## Elezioni

### Elezioni negli anni 2020
| Partito                    | Partito                                                 | Candidato                  | Risultati 4 luglio 2024 | Risultati 4 luglio 2024 |
| Partito                    | Partito                                                 | Candidato                  | Voti                    | %                       |
| -------------------------- | ------------------------------------------------------- | -------------------------- | ----------------------- | ----------------------- |
|                            | Laburista Co-Op                                         | Chris Vince                | 16 313                  | 37,62                   |
|                            | Conservatore                                            | Hannah Ellis               | 13 809                  | 31,85                   |
|                            | Reform UK                                               | Malcolm Featherstone       | 9 461                   | 21,82                   |
|                            | Verdi                                                   | Yasmin Gregory             | 2 267                   | 5,23                    |
|                            | Lib Dem                                                 | Riad Mannan                | 1 350                   | 3,11                    |
|                            | UKIP                                                    | Lois Perry                 | 157                     | 0,36                    |
|                            |                                                         |                            |                         |                         |
| Iscritti                   | Iscritti                                                | Iscritti                   | 74 683                  | 100,00                  |
| ↳ Votanti (% su iscritti)  | ↳ Votanti (% su iscritti)                               | ↳ Votanti (% su iscritti)  | 43 357                  | 58,05                   |
| ↳ Astenuti (% su iscritti) | ↳ Astenuti (% su iscritti)                              | ↳ Astenuti (% su iscritti) | 31 326                  | 41,95                   |
|                            |                                                         |                            |                         |                         |
|                            | Esito: collegio passa da Conservatore a Laburista Co-Op |                            |                         |                         |

### Elezioni negli anni 2010
| Partito                    | Partito                                   | Candidato                  | Risultati 12 dicembre 2019 | Risultati 12 dicembre 2019 |
| Partito                    | Partito                                   | Candidato                  | Voti                       | %                          |
| -------------------------- | ----------------------------------------- | -------------------------- | -------------------------- | -------------------------- |
|                            | Conservatore                              | Robert Halfon              | 27 510                     | 63,45                      |
|                            | Laburista                                 | Laura McAlpine             | 13 447                     | 31,02                      |
|                            | Lib Dem                                   | Charlotte Cane             | 2 397                      | 5,53                       |
|                            |                                           |                            |                            |                            |
| Iscritti                   | Iscritti                                  | Iscritti                   | 68 078                     | 100,00                     |
| ↳ Votanti (% su iscritti)  | ↳ Votanti (% su iscritti)                 | ↳ Votanti (% su iscritti)  | 43 354                     | 63,68                      |
| ↳ Astenuti (% su iscritti) | ↳ Astenuti (% su iscritti)                | ↳ Astenuti (% su iscritti) | 24 724                     | 36,32                      |
|                            |                                           |                            |                            |                            |
|                            | Esito: collegio confermato a Conservatore |                            |                            |                            |

| Partito                    | Partito                                   | Candidato                  | Risultati 8 giugno 2017 | Risultati 8 giugno 2017 |
| Partito                    | Partito                                   | Candidato                  | Voti                    | %                       |
| -------------------------- | ----------------------------------------- | -------------------------- | ----------------------- | ----------------------- |
|                            | Conservatore                              | Robert Halfon              | 24 230                  | 54,03                   |
|                            | Laburista                                 | Phil Waite                 | 17 199                  | 38,35                   |
|                            | UKIP                                      | Mark Gough                 | 1 787                   | 3,98                    |
|                            | Lib Dem                                   | Geoffrey Seef              | 970                     | 2,16                    |
|                            | Verdi                                     | Hannah Clare               | 660                     | 1,47                    |
|                            |                                           |                            |                         |                         |
| Iscritti                   | Iscritti                                  | Iscritti                   | 67 743                  | 100,00                  |
| ↳ Votanti (% su iscritti)  | ↳ Votanti (% su iscritti)                 | ↳ Votanti (% su iscritti)  | 44 846                  | 66,20                   |
| ↳ Astenuti (% su iscritti) | ↳ Astenuti (% su iscritti)                | ↳ Astenuti (% su iscritti) | 22 897                  | 33,80                   |
|                            |                                           |                            |                         |                         |
|                            | Esito: collegio confermato a Conservatore |                            |                         |                         |

| Partito                    | Partito                                   | Candidato                  | Risultati 7 maggio 2015 | Risultati 7 maggio 2015 |
| Partito                    | Partito                                   | Candidato                  | Voti                    | %                       |
| -------------------------- | ----------------------------------------- | -------------------------- | ----------------------- | ----------------------- |
|                            | Conservatore                              | Robert Halfon              | 21 623                  | 48,86                   |
|                            | Laburista                                 | Suzy Stride                | 13 273                  | 29,99                   |
|                            | UKIP                                      | Sam Stopplecamp            | 7 208                   | 16,29                   |
|                            | Verdi                                     | Murray Sackwild            | 954                     | 2,16                    |
|                            | Lib Dem                                   | Geoffrey Seeff             | 904                     | 2,04                    |
|                            | TUSC                                      | David Brown                | 174                     | 0,39                    |
|                            | Democratici                               | Eddy Butler                | 115                     | 0,26                    |
|                            |                                           |                            |                         |                         |
| Iscritti                   | Iscritti                                  | Iscritti                   | 67 973                  | 100,00                  |
| ↳ Votanti (% su iscritti)  | ↳ Votanti (% su iscritti)                 | ↳ Votanti (% su iscritti)  | 44 251                  | 65,10                   |
| ↳ Astenuti (% su iscritti) | ↳ Astenuti (% su iscritti)                | ↳ Astenuti (% su iscritti) | 23 722                  | 34,90                   |
|                            |                                           |                            |                         |                         |
|                            | Esito: collegio confermato a Conservatore |                            |                         |                         |

| Partito                    | Partito                                           | Candidato                  | Risultati 6 maggio 2010 | Risultati 6 maggio 2010 |
| Partito                    | Partito                                           | Candidato                  | Voti                    | %                       |
| -------------------------- | ------------------------------------------------- | -------------------------- | ----------------------- | ----------------------- |
|                            | Conservatore                                      | Robert Halfon              | 19 691                  | 44,88                   |
|                            | Laburista                                         | Bill Rammell               | 14 766                  | 33,65                   |
|                            | Lib Dem                                           | David White                | 5 990                   | 13,65                   |
|                            | BNP                                               | Eddy Butler                | 1 739                   | 3,96                    |
|                            | UKIP                                              | John Croft                 | 1 591                   | 3,63                    |
|                            | Cristiano                                         | Oluyemi Adeeko             | 101                     | 0,23                    |
|                            |                                                   |                            |                         |                         |
| Iscritti                   | Iscritti                                          | Iscritti                   | 67 400                  | 100,00                  |
| ↳ Votanti (% su iscritti)  | ↳ Votanti (% su iscritti)                         | ↳ Votanti (% su iscritti)  | 43 878                  | 65,10                   |
| ↳ Astenuti (% su iscritti) | ↳ Astenuti (% su iscritti)                        | ↳ Astenuti (% su iscritti) | 23 522                  | 34,90                   |
|                            |                                                   |                            |                         |                         |
|                            | Esito: collegio passa da Laburista a Conservatore |                            |                         |                         |

### Elezioni negli anni 2000
| Partito                    | Partito                                | Candidato                  | Risultati 5 maggio 2005 | Risultati 5 maggio 2005 |
| Partito                    | Partito                                | Candidato                  | Voti                    | %                       |
| -------------------------- | -------------------------------------- | -------------------------- | ----------------------- | ----------------------- |
|                            | Laburista                              | Bill Rammell               | 16 453                  | 41,41                   |
|                            | Conservatore                           | Robert Halfon              | 16 356                  | 41,16                   |
|                            | Lib Dem                                | Lorna Spenceley            | 5 002                   | 12,59                   |
|                            | UKIP                                   | John Felgate               | 981                     | 2,47                    |
|                            | Veritas                                | Anthony Bennett            | 941                     | 2,37                    |
|                            |                                        |                            |                         |                         |
| Iscritti                   | Iscritti                               | Iscritti                   | 63 471                  | 100,00                  |
| ↳ Votanti (% su iscritti)  | ↳ Votanti (% su iscritti)              | ↳ Votanti (% su iscritti)  | 39 733                  | 62,60                   |
| ↳ Astenuti (% su iscritti) | ↳ Astenuti (% su iscritti)             | ↳ Astenuti (% su iscritti) | 23 738                  | 37,40                   |
|                            |                                        |                            |                         |                         |
|                            | Esito: collegio confermato a Laburista |                            |                         |                         |

| Partito                    | Partito                                | Candidato                  | Risultati 7 giugno 2001 | Risultati 7 giugno 2001 |
| Partito                    | Partito                                | Candidato                  | Voti                    | %                       |
| -------------------------- | -------------------------------------- | -------------------------- | ----------------------- | ----------------------- |
|                            | Laburista                              | Bill Rammell               | 19 169                  | 47,79                   |
|                            | Conservatore                           | Robert Halfon              | 13 941                  | 34,75                   |
|                            | Lib Dem                                | Lorna Spenceley            | 5 381                   | 13,41                   |
|                            | UKIP                                   | Tony Bennett               | 1 223                   | 3,05                    |
|                            | Alleanza Socialista                    | John Hobbs                 | 401                     | 1,00                    |
|                            |                                        |                            |                         |                         |
| Iscritti                   | Iscritti                               | Iscritti                   | 67 194                  | 100,00                  |
| ↳ Votanti (% su iscritti)  | ↳ Votanti (% su iscritti)              | ↳ Votanti (% su iscritti)  | 40 115                  | 59,70                   |
| ↳ Astenuti (% su iscritti) | ↳ Astenuti (% su iscritti)             | ↳ Astenuti (% su iscritti) | 27 079                  | 40,30                   |
|                            |                                        |                            |                         |                         |
|                            | Esito: collegio confermato a Laburista |                            |                         |                         |

## Risultati dei referendum

### Referendum sulla permanenza del Regno Unito nell'Unione europea del 2016
|             | Collegio | Lasciare UE % | Rimanere in UE % |
| ----------- | -------- | ------------- | ---------------- |
|             | Harlow   | 68,0%         | 32,0%            |
| Inghilterra | 53,3%    | 46,7%         |                  |
| Regno Unito | 51,9%    | 48,1%         |                  |